# Serra Pedace
Serra Pedace é uma comuna italiana da região da Calábria, província de Cosenza, com cerca de 1.045 habitantes. Estende-se por uma área de 59 km², tendo uma densidade populacional de 18 hab/km². Faz fronteira com Casole Bruzio, Pedace, San Giovanni in Fiore, Spezzano Piccolo.

## Demografia
| Variação demográfica do município entre 1861 e 2011                               |
|                                                                                   |
| Fonte: Istituto Nazionale di Statistica (ISTAT) - Elaboração gráfica da Wikipedia |